# Edmund Chojecki
Edmund Chojecki (Pseudònim francès, Charles Edmond; 1822–99) va ser un periodista, dramaturg, novel·lista, poeta i traductor polonès.

## Vida
Des de 1844 Chojecki va residir a França.
Posteriorment a l'any 1845 va estar actiu dins dels moviments Europeus d'esquerra. L'any 1848 va prendre part en un congrés Eslau a Praga, del qual en va ser expulsat per radicalisme.
El 1849 va esdevenir editor La Tribune des Peuples (La Tribuna del Poble), un setmanari romantic-nacionalista radical en llengua francesa liderat per polonesos, que havia estat fundat pel poeta Adam Mickiewicz. Es va publicar a París durant el període comprés entre Març i Novembre del mateix any, amb una interrupció (14 d'abril – 31 d'agost) provocada per la censura.
Fins a 1850, Chojecki va promoure les seves idees democratico-revolucionaries i del socialisme utòpic, com per exemple al Rewolucjoniści i stronnictwo wsteczne w r. 1848 ("Els Revolucionaris i els Reaccionaris de 1848", publicat el 1849).
Amb el temps, Chojecki va entrar dins els cercles elitistes de Paris. L'any 1856 va esdevenir secretari del Príncep Lluís Napoleó. El 1860 va ser cofundador del diari parisenc Le Temps ("El Temps"). Es va convertir en director de la Biblioteca del Senat. Escrivint sota el pseudònim de "Charles Edmond," va gaudir de l'amistat dels germans Goncourt i de Flaubert.
Chojecki va escriure tant poesia com prosa. D'entre els seus treballs, cal destacar la seva novel·la Alkhadar (1854), situada a Galítsia.
També va traduir moltes obres escrites en francès, inclosa la novel·la "Manuscrit trouvé à Saragosse" ("El manuscrit trobat a Saragossa") de l'aristòcrata polonès Jan Potocki.